# Берлінський університет мистецтв
Берлінський університет мистецтв (нім. Universität der Künste Berlin) — сучасна назва старого навчального закладу: Королівської вищої музичної школи (консерваторії), традиція якої сягає академії мистецтв заснованої Фрідріхом I 1696 року.

## Історія
- Королівська вища музична школа не що інше як Берлінська консерваторія.
- Заснована 1869 року. Її перший керівник — Йозеф Йоахим, запрошений у столицю з міста Ганновера.
- 1888 рік — при навчальному закладі створено Товариство старовинної музики. Товариство заснувало Музей музичних інструментів. Заклад і музей фінансово підтримувала родина пруських імператорів.
- 1902 рік — за фінансової підтримки родини пруських імператорів придбана колекція музичних інструментів Сезара Снука, котра нараховувала одну тисячу сто сорок п'ять (1145) зразків.
- 1912 рік — відома музикантша Ванда Ландовська заснувала у закладі перший тоді клас гри на клавесині.
- 1920 рік — німецький музичний діяч Лео Кестенберг розпочав у закладі реформи, що сприяло появі серед викладачів низки відомих музикантів тої пори.
- 1964 рік — школа пережила період реорганізацій. До її складу передали Школу драматичного мистецтва.
- 1966 рік — сюди переводять Міську консерваторію, відому як консерваторія Штерна.
- 1974 рік — до її складу передали Вищу школу образотворчого мистецтва, а заклад отримав нову назву — Берлінський університет мистецтв.

## Відомі викладачі
- Ферруччо Бузоні
- Леонід Крейцер
- Пауль Гіндеміт
- Арнольд Шенберг
- Клара Шуман
- Емануель Фоєрманн

## Відомі випускники
- Клаудіо Аррау
- Бруно Вальтер
- Отто Клемперер
- Франц фон Блон